# Магдалена Френх
Магдалена Френх (пол. Magdalena Fręch) — польська тенісистка.
Свій перший турнір WTA Френх виграла на Guadalajara Open Akron 2024. Крім цього вона  має в активі одну перемогу в челенджері. Виступаючи за Польщу в Кубку Біллі Джин Кінг, Френх станом на червень 2024 року має співвідношення виграшів і програшів 10-7. 

## Фінали турнірів WTA

### Одиночний розряд: 2 (1 титул)
| Легенда          |
| ---------------- |
| Grand Slam (0–0) |
| WTA 1000 (0–0)   |
| WTA 500 (1–0)    |
| WTA 250 (0–1)    |

| За поверхнею |
| ------------ |
| Хард (1–0)   |
| Грунт (0–1)  |
| Трава (0–0)  |

| Фінали за умовами |
| ----------------- |
| Під небом (1–1)   |
| В залі (0–0)      |

| Результат | В–П | Дата     | Турнір                          | Статус  | Поверхня | Супротивниця   | Рахунок       |
| --------- | --- | -------- | ------------------------------- | ------- | -------- | -------------- | ------------- |
| Поразка   | 0–1 | Лип 2024 | Prague Open, Чехія              | WTA 250 | Грунт    | Магда Лінетт   | 2–6, 1–6      |
| Перемога  | 1–1 | Вер 2024 | Guadalajara Open Akron, Мексика | WTA 500 | Хард     | Олівія Гадецкі | 7–6(7–5), 6–4 |

## Фінали турнірів WTA Challenger

### Одиночний розряд: 1 титул
| Результат | В–П | Дата     | Турнір            | Поверхня | Супротивниця   | Рахунок       |
| --------- | --- | -------- | ----------------- | -------- | -------------- | ------------- |
| Перемога  | 1–0 | Сер 2021 | Concord Open, США | Хард     | Рената Сарасуа | 6–3, 7–6(7–4) |